# ماديسون ديش
ماديسون "مادي" ديش (من مواليد 25 أغسطس 1997) هي لاعبة جمباز فني أمريكية، كانت جزءًا في فريق الولايات المتحدة الفائز بالميدالية الذهبية في بطولة العالم للجمباز الفني 2014. ودورة الألعاب الأمريكية 2015. تنافست في فريق الجمباز في جامعة ألاباما حيث قبلت منحة رياضية كاملة للدراسة بدءًا من عام 2016. أعلنت اعتزالها الجمباز النخبوي عبر حسابها الشخصي على إنستغرام في 29 مايو 2016، مستشهدة بإصابة مستمرة في الظهر. وإنها ستركز بدلاً من ذلك على الاستعداد لمسيرتها الجامعية في جامعة ألاباما.